# Sématourèt
Semat-Ouret est une déesse-vache, forme féminine du taureau sauvage Semaour. Elle est attestée, ainsi que ce dernier, depuis les textes des pyramides, qui la décrivent comme « la Grande Vache sauvage résidant à Nekheb », l'actuelle El Kab, ancienne capitale du IIIe nome de Haute-Égypte.
Jusqu'à présent, aucune image de cette déesse n'a été retrouvée. Une formule des textes des sarcophages l'identifie à Nekhbet, un autre passage l'assimile à Hathor.